# Conor Gallagher
Pour les articles homonymes, voir Gallagher.
Conor Gallagher, né le 6 février 2000 à Epsom en Angleterre, est un footballeur international anglais qui évolue au poste de milieu de terrain à l'Atlético de Madrid.

## Biographie

### En club
Formé au Chelsea FC qu'il rejoint à l'âge de huit ans, Conor Gallagher remporte le trophée de meilleur joueur de l'académie en mai 2019.
Le 2 août 2019, il est prêté pour une saison à Charlton Athletic. Il inscrit six buts en vingt-six matchs au cours de la première partie de saison, avant d'être rappelé par Chelsea le 14 janvier 2020. Le lendemain, Gallagher est de nouveau prêté, cette fois à Swansea City jusqu'à la fin de la saison. Il joue vingt-et-un matchs avec le club gallois lors de ses six mois de prêt.
Le 17 septembre 2020, Gallagher est prêté pour une saison à West Bromwich Albion. Il inscrit deux buts en trente-deux matchs avec les Baggies.
Le 30 juillet 2021, il est de nouveau prêté pour une saison, cette fois à Crystal Palace.

### En équipe nationale
Gallagher participe à la Coupe du monde des moins de 17 ans en 2017 avec l'équipe d'Angleterre. Il joue quatre matchs lors de cette compétition que les Anglais remportent. International anglais en moins de 18 ans, moins de 19 ans puis moins de 20 ans, il honore sa première sélection avec l'équipe d'Angleterre espoirs le 11 octobre 2019 lors d'un match amical contre la Slovénie.
Gallagher finit 9e du tournoi Maurice Revello avec l'équipe des espoirs d'Angleterre en 2019.
Le 10 novembre 2022, il est sélectionné par Gareth Southgate pour participer à la Coupe du monde 2022.
En juin 2024, il fait partie de la liste des 26 joueurs convoqués par Gareth Southgate pour disputer l'Euro 2024.

## Statistiques
| Saison                | Club                        | Championnat           | Championnat | Championnat | Championnat | Coupe nationale | Coupe nationale | Coupe nationale | Coupe de la Ligue | Coupe de la Ligue | Coupe de la Ligue | Compétition(s) continentale(s) | Compétition(s) continentale(s) | Compétition(s) continentale(s) | Compétition(s) continentale(s) | Play-offs | Play-offs | Play-offs | Coupe du monde des clubs | Coupe du monde des clubs | Coupe du monde des clubs | Total | Total | Total |
| Saison                | Club                        | Division              | M.          | B.          | P.d.        | M.              | B.              | P.d.            | M.                | B.                | P.d.              | Comp.                          | M.                             | B.                             | P.d.                           | M.        | B.        | P.d.      | M.                       | B.                       | P.d.                     | M.    | B.    | P.d.  |
| 2019-2020             | Charlton Athletic (prêt)    | Championship          | 26          | 6           | 4           | -               | -               | -               | -                 | -                 | -                 | -                              | -                              | -                              | -                              | -         | -         | -         | -                        | -                        | -                        | 26    | 6     | 4     |
| 2019-2020             | Swansea City (prêt)         | Championship          | 19          | 0           | 7           | -               | -               | -               | -                 | -                 | -                 | -                              | -                              | -                              | -                              | 2         | 0         | 0         | -                        | -                        | -                        | 21    | 0     | 7     |
| 2020-2021             | West Bromwich Albion (prêt) | Premier League        | 30          | 2           | 2           | 1               | 0               | 0               | 1                 | 0                 | 0                 | -                              | -                              | -                              | -                              | -         | -         | -         | -                        | -                        | -                        | 32    | 2     | 2     |
| 2021-2022             | Crystal Palace (prêt)       | Premier League        | 34          | 8           | 2           | 5               | 0               | 2               | -                 | -                 | -                 | -                              | -                              | -                              | -                              | -         | -         | -         | -                        | -                        | -                        | 39    | 8     | 4     |
| 2022-2023             | Chelsea FC                  | Premier League        | 35          | 3           | 1           | 2               | 0               | 0               | -                 | -                 | -                 | C1                             | 8                              | 0                              | 0                              | -         | -         | -         | -                        | -                        | -                        | 45    | 3     | 1     |
| 2023-2024             | Chelsea FC                  | Premier League        | 36          | 5           | 6           | 6               | 3               | 0               | 7                 | 0                 | 2                 | -                              | -                              | -                              | -                              | -         | -         | -         | -                        | -                        | -                        | 49    | 8     | 8     |
| Sous-total            | Sous-total                  | Sous-total            | 71          | 8           | 7           | 8               | 2               | 0               | 7                 | 0                 | 2                 | -                              | 8                              | 0                              | 0                              | -         | -         | -         | -                        | -                        | -                        | 94    | 10    | 9     |
| 2024-2025             | Atletico Madrid             | Liga                  | 32          | 3           | 3           | 6               | 0               | 1               | -                 | -                 | -                 | C1                             | 9                              | 1                              | 1                              | -         | -         | -         | 3                        | 0                        | 0                        | 50    | 4     | 5     |
| 2025-2026             | Atletico Madrid             | Liga                  | 1           | 0           | 0           | 0               | 0               | 0               | -                 | -                 | -                 | C1                             | 0                              | 0                              | 0                              | -         | -         | -         | -                        | -                        | -                        | 1     | 0     | 0     |
| Sous-total            | Sous-total                  | Sous-total            | 33          | 3           | 3           | 6               | 0               | 1               | -                 | -                 | -                 | -                              | 9                              | 1                              | 1                              | -         | -         | -         | 3                        | 0                        | 0                        | 51    | 4     | 5     |
| Total sur la carrière | Total sur la carrière       | Total sur la carrière | 222         | 27          | 25          | 20              | 2               | 3               | 8                 | 0                 | 2                 | -                              | 17                             | 1                              | 1                              | 2         | 0         | 0         | 3                        | 0                        | 0                        | 272   | 30    | 31    |

## Palmarès

### En club
- Chelsea FC :
  - Vainqueur de la Ligue Europa en 2019.
  - Finaliste de la Coupe de la Ligue en 2024.

### En sélection nationale
- Angleterre -17 ans :
  - Vainqueur de la Coupe du monde des moins de 17 ans en 2017.
- Angleterre :
  - Finaliste du Championnat d'Europe en 2024.